# Lilly Hajdu

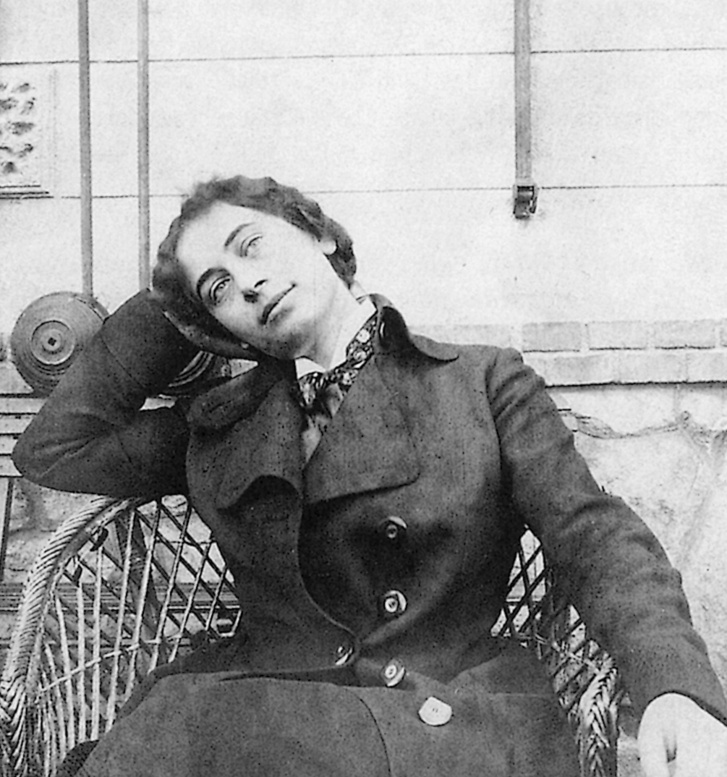
Lilly Hajdu

Lilly Hajdu (ur. 1 listopada 1891 w Miszkolcu, zm. 27 maja 1960 w Budapeszcie) – węgierska psychoanalityczka pochodzenia żydowskiego, przedstawicielka Budapesztańskiej Szkoły Psychoanalitycznej, członkini Kręgu Galileusza (węg. Galilei Kör) oraz Węgierskiego Towarzystwa Psychoanalitycznego, uczennica Vilmy Kovács. Znana pod mianem „dziewczyny jutra”, zgodnie z własnym określeniem użytym w liście z 1910 roku oraz postrzegana jako jedna z najbardziej doświadczonych przez historię analityczek szkoły ferencziańskiej. 

## Życiorys
Urodziła się (jak większość węgierskich analityczek pierwszego pokolenia) w mieszczańskiej, średniozamożnej rodzinie żydowskiej o tendencjach asymilacyjnych. Była trzecim dzieckiem kupca Hochmanna oraz Terézii Kellner. W ostatnich latach XIX stulecia rodzina zmieniła nazwisko Hochmann na węgiersko brzmiące Hajdu. W 1909 roku Lilly rozpoczęła studia na Wydziale Medycznym Uniwersytetu w Budapeszcie, stając się tym samym jedną z 85 ówczesnych studentek kierunku lekarskiego na terenie węgierskiej części Austro-Węgier. W okresie swojej edukacji wyższej związała się ze środowiskiem Kręgu Galileusza, lewicowego stowarzyszenia młodych węgierskich intelektualistów. Podczas działalności w ramach tej organizacji, jako słuchaczka wykładów Sándora Ferencziego, m.in. na temat żartu w perspektywie psychoanalitycznej, prawdopodobnie po raz pierwszy zapoznała się bliżej z teorią psychoanalizy, a także spotkała swojego przyszłego męża − Miklósa Gimesa, studenta medycyny oraz sekretarza stowarzyszenia na przełomie 1911 i 1912 roku.  

### Okres po I wojnie światowej
Po rozwiązaniu koła w 1918 roku oraz wskutek przemian politycznych związanych z „Rewolucją astrów” i jej upadkiem, rozważała emigrację do Stanów Zjednoczonych razem z Gimesem (wówczas już mężem) oraz dwójką swoich dzieci. W tym okresie zakończyła studia, zaangażowała się tymczasowo w działalność z zakresu epidemiologii i profilaktyki zdrowia psychicznego dla Ludowego Komisariatu Ochrony Zdrowia Węgierskiej Republiki Rad i rozpoczęła pracę w uniwersyteckiej klinice neurologicznej oraz (wspólnie z mężem) instytucie zajmującym się osobami z niepełnosprawnością intelektualną. W 1927 instytut (wtedy już w pełni należący do Hajdu i jej małżonka) został przeniesiony do Óbudy, gdzie istniał do jego bankructwa w 1933 roku jako „Specjalny Instytut Edukacyjny Dr Lilly Hajdu i Dziecięce Centrum Wakacyjne”. 
W 1927 Hajdu rozpoczęła też analizę szkoleniową pod superwizją Vilmy Kovács, co można uznać za formalny początek jej drogi ku dołączeniu do ruchu psychoanalitycznego. W latach 30. otworzyła własną praktykę psychoanalityczną, która wkrótce okazała się jej głównym zabezpieczeniem finansowym, w 1933 została pełnoprawną członkinią założonego w 1913 roku przez Ferencziego Węgierskiego Towarzystwa Psychoanalitycznego, a pięć lat później, w okresie profesjonalizacji środowiska, zaczęła pełnić funkcję analityczki szkoleniowej. W tym czasie organizowała również, współpracując m.in. z Imre Hermannem, seminaria odbywające się w ramach działalności edukacyjnej budapesztańskiej psychoanalitycznej Polikliniki.  

### II wojna światowa
Aktywność Hajdu została przerwana wybuchem II wojny światowej oraz antysemickimi ustawami (zagrażającymi Hajdu mimo dokonanej przez nią w 1920 konwersji na unitarianizm), które skłaniały ją do planowania uchodźstwa. Mimo jednak wysłania listu motywacyjnego do Lawrence'a Kubiego, przewodniczącego Emergency Committee on Relief and Imigration działającego z ramienia Amerykańskiego Towarzystwa Psychoanalitycznego, próba uzyskania pozwolenia na emigrację z Węgier nie powiodła się. O formie dalszej pracy Hajdu zadecydowało również zamknięcie Polikliniki i zawieszenie seminariów psychoanalitycznych, po którym to Hajdu, ponownie razem z Hermannem, podjęła decyzję o organizacji kursu z zakresu psychologii społecznej, zagadnień militaryzmu, demokracji i technik propagandy, przeznaczonego dla lekarek i lekarzy. Nieodwracalne zmiany nastąpiły również w jej życiu prywatnym – mąż Hajdu został deportowany do obozu koncentracyjnego Leitmeritz, gdzie zmarł na dur brzuszny. Sama psychoanalityczka przeżyła wojnę ukrywając się po finalnym zdobyciu szwedzkich dokumentów w tzw. „chronionym domu”.  

### Okres po II wojnie światowej
Po 1945 wstąpiła w celu zapewnienia sobie bezpieczeństwa do Komunistycznej Partii Węgier oraz prowadziła seminaria we własnym mieszkaniu, a w roku 1947 została mianowana przewodniczącą Węgierskiego Towarzystwa Psychoanalitycznego, której rolę pełniła aż do rozwiązania Towarzystwa w 1949 roku. Później pracowała jako lekarka w szpitalu w Budapeszcie, w którym przyjmowano greckich uchodźców oraz rozpoczęła, wbrew swoim zainteresowaniom i wskutek powszechnej dla bloku wschodniego polityki wymierzonej przeciwko ruchowi psychoanalitycznemu, naukę neurologii w klinice Kálmána Sántha w Debreczynie. Niedługo później została pracownicą oddziału męskiego Narodowego Instytutu Psychiatrii i Neurologii „Lipótmező”. W latach 1954–1957 była dyrektorką całego Instytutu.  
W tym okresie znajdowała się pod wpływem procesu „pawłowizacji” węgierskiej psychologii i psychiatrii, stała się ekspertką w komitecie zajmującym się dorobkiem naukowym Iwana Pawłowa. Jak jednak zauważa Anna Borgos, Hajdu posługiwała się wciąż kryteriami wywodzącymi się z freudyzmu, ujmując je za pomocą akceptowanej terminologii z pism Pawłowa, a także kontynuowała rozwój swoich zainteresowań z okresu psychoanalitycznego. Na dalsze życie analityczki wpłynęło drastycznie powstanie węgierskie 1956 oraz jego upadek. W czasie rewolucji syn Hajdu Miklós Gimes Junior był aktywnym zwolennikiem przywódcy Imrego Nagya, co doprowadziło do jego aresztowania w grudniu 1956 roku i późniejszej egzekucji, o której matka dowiedziała się dopiero rok po niej z audycji w austriackim radiu. Sama Hajdu została odesłana na emeryturę – oficjalnie „zgodnie z własnym życzeniem”.  Po udaniu się na emigrację wnuków Hajdu, córki, synowej i jej rodziny miała miejsce trzecia w życiu analityczki nieudana próba wyjechania z kraju. Jako matka wroga politycznego i z powodu obaw władz przed uczynieniem z niej za granicą „matki męczennika” nie otrzymała pozwoleń na opuszczenie Węgier nawet po interwencji swojej córki u Chruszczowa i Eisenhowera, zdobyciu przez brata Hajdu pozwolenia na pobyt w Brazylii i ogłoszeniu powszechnej amnestii w roku 1960. Pozbawiona możliwości emigracji, popełniła 27 maja 1960 w Budapeszcie długo planowane samobójstwo. 

## Dorobek naukowy
Zainteresowanie techniką psychoanalityczną Hajdu przejawiała jeszcze przed własną analizą u  Kovács – wzmianki o Freudzie z elementami autoanalizy pojawiały się już w jej listach do Gimesa pisanych przed 1914 rokiem. W odróżnieniu od większości węgierskich psychoanalityczek Hajdu nie zajęła się ostatecznie dziedzinami zdominowanymi w ruchu psychoanalitycznym przez kobiety (psychoanalizą kobiecą i dziecięcą, relacją matka–dziecko, pedagogiką psychoanalityczną). W centrum jej zainteresowań znalazła się kwestia schizofrenii ze szczególnym uwzględnieniem jej leczenia oraz zagadnienia „gier symbolicznych”. Choć na działalność analityczki w znaczącym stopniu wpłynęły teksty Ferencziego (m.in. Pomieszanie języków w obcowaniu dorosłych z dzieckiem) oraz podobnie jak on koncentrowała się ona na roli przeciwprzeniesienia, wrażliwości, szczerości i uważności w procesie analitycznym, zauważalny jest jej własny wkład teoretyczny, który można uznać za częściowo pokrywający się z późniejszymi obserwacjami szwajcarskiej analityczki Marguerite Sechehaye. Za najważniejsze prace Hajdu uznaje się napisaną przez nią w 1933 roku rozprawę na temat analizy schizofrenii oraz opublikowany w 1940 roku w „Psychoanalytic Review” artykuł Contributions to the Etiology of Schizophrenia, którego część stanowi opis przypadku Márty Vágó, byłej kochanki analizowanego przez Edit Gyömrői poety Attila Józsefa. 